# Караташ
Караташ  — ландшафтний заказник місцевого значення. Об'єкт розташований на території Нікольського району Донецької області, на території Темрюцької сільської ради.
Площа — 124 га, статус отриманий у 2018 році.
Являє собою петрофічний степ з чебрецевими угрупованнями та оголеннями граніту на правому схилі долини р. Каратиш, лівого притоку р. Берда. Зустрічаються чагарникові угруповання карагани скіфської, справжні та лучні степи. Виявленно 3 рослинних угруповання, занесених до Зеленої книги України. Зростають 6 видів рослин, занесенихдо Червоної книги України (гіацинтик Палласів, сон богемський, тюльпан гранітний та інші). 8 рідкісних на території області видів рослин (аспленій північний, гвоздика видовжена, роговик київський та інші). Зустрічаться тушканчик великий, тхір степовий, хомячок сірий, перегузн, які занесені до Червоної книги України.